# Cult of Luna (album)
Cult of Luna è il primo album in studio dell'omonima band doom metal, pubblicato nel 2001.

## Tracce
1. The Revelation Embodied – 7:45
2. Hollow – 9:59
3. The Dark Side of the Sun – 3:13
4. Sleep – 14:01
5. To Be Remembered – 5:56
6. Beyond Fate – 8:45
7. 101 – 1:42
8. The Sacrifice – 9:05

## Formazione
- Klas Rydberg — voce
- Johannes Persson — chitarra e voce
- Erik Olofsson — chitarra
- Marco Hildèn — batteria e percussioni
- Magnus Lindberg — Sampler e chitarra
- Axel Stattin — basso